# Нюберг, Рене
Э́рнст Рене́ А́нсельм Ню́берг (фин. Ernst René Anselm Nyberg; род. 13 февраля 1946, Хельсинки, Финляндия) — финский дипломат; посол Финляндии в Германии (2004—2008), ранее чрезвычайный и полномочный посол Финляндии в России (2000—2004).

## Биография
В 1969 году после получения степени магистра политических наук в университете Хельсинки, был принят на службу в Министерство образования Финляндии.
В 1971 году перешёл на службу в Министерство иностранных дел Финляндии, где служил на различных должностях в Москве, Ленинграде, Брюсселе, Бонне, Вене (ОБСЕ) и Берлине. В сферу его интересов входили взаимоотношения с Россией (СССР) и политика безопасности.
С 2000 по 2004 годы был Чрезвычайным и Полномочным послом Финляндии в России, а с 2004 по 2008 годы — Чрезвычайным и Полномочным послом Финляндии в Германии.
С апреля 2008 года возглавляет Восточный офис финской промышленности в Москве.

## Экспертные оценки
В мае 2013 года подверг критике оценку финского правительства о состоянии российских вооруженных сил, назвав отчёт правительства скудным по содержанию и некомпетентным по выполнению, отметив, что финское правительство попало в ловушку дезинформации России при оценке военной мощи восточного соседа.
В 2016 году, вместе с главой Внешнеполитического института Тейей Тииликайнен, бывшим послом Швеции в Финляндии Матсом Бергквистом и председателем Международного института стратегических исследований и Женевского центра политики безопасности Франсуа Эйсбуром участвовал в подготовке доклада о внешней политике и политике безопасности Финляндии, в котором были оценены возможные последствия вступления страны в НАТО. Выражает умеренную позицию о вступлении Финляндии в военный альянс.